# Igor Moïsseïev
Pour les articles homonymes, voir Moïsseïev.

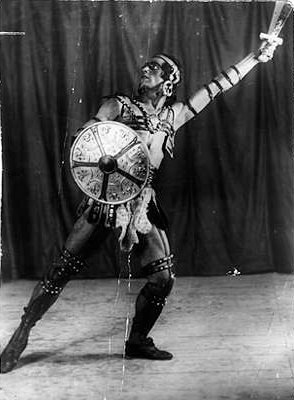
Igor Moïsseïev interprète Mâtho dans le ballet Salammbô, au théâtre Bolchoï en 1932.

Igor Aleksandrovitch Moïsseïev (en russe : Игорь Александрович Моисеев ; ISO 9 : Igor' Aleksandrovič Moiseev), né à Kiev le 8 janvier du calendrier julien/21 janvier 1906 et mort à Moscou le 2 novembre 2007,,, est considéré comme le plus grand chorégraphe de danse traditionnelle du XXe siècle,,,,,.

## Biographie
Moïsseïev fut diplômé de l'école de ballet du Théâtre Bolchoï en 1924, et dansa pour le théâtre jusqu'en 1939. Sa première chorégraphie au Bolchoï fut Footballer, en 1930, et sa dernière fut Spartacus, en 1954.
Dès le début des années 1930, il présenta des parades acrobatiques sur la Place Rouge, et eut l'idée de fonder le théâtre des arts traditionnels. En 1936, Viatcheslav Molotov lui confia la direction d'une nouvelle compagnie de danse, appelée depuis le ballet Moïsseïev.
Parmi les 200 ballets qu'il créa pour sa compagnie, certains représentent humoristiquement le football et la guérilla, avec Les Partisans créé en 1950, et ses fameux cavaliers glissant dans leurs immenses capes noires. Il a aussi composé un ballet sur le travail des marins, Un jour sur un navire (1952).
Après avoir visité la Biélorussie, il chorégraphia la danse « traditionnelle » biélorusse Bulba (pomme de terre), qui fut dès lors considérée comme danse traditionnelle biélorusse. Selon l'Encyclopædia Britannica, l'œuvre de Moïsseïev a été principalement admirée pour « l'équilibre maintenu entre la danse traditionnelle authentique et l'efficacité théâtrale ».
Il avait également profité de ses nombreuses tournées à l'étranger pour s'ouvrir à des traditions plus éloignées de son univers, soucieux de renouveler son répertoire et de se moderniser. Il a ainsi fait danser ses danseurs sur des airs de sirtaki (Suite grecque, 1990), de polka finlandaise (1992), ou encore de folklore argentin (Malamba, 1989).
Il a formé dans son école de Moscou des générations de jeunes danseurs, qui y apprennent toujours aujourd'hui acrobatie, danse classique, mime et théâtre, en quête de la vitalité et de la précision des gestes et des figures qui font le succès des Ballets Moïsseïev.
Moïsseïev fut nommé artiste du peuple de l'URSS en 1953, héros du travail socialiste en 1976, et reçut le Prix Lénine en 1967 pour le spectacle Un chemin vers la danse, quatre prix d'État de l'URSS en 1942, 1947, 1952 et 1985, un prix d'État de la fédération de Russie en 1996, et reçut de nombreuses autres médailles et ordres de l'Union soviétique, d'Espagne, et de nombreux autres pays. 
Il a continué à travailler jusqu'à la fin de ses quatre-vingts ans. Les dernières années de Moïseyev furent marquées par une mauvaise santé, mais il apparut lors d'un concert à Moscou pour célébrer son 100e anniversaire. Le jour de son centenaire, il reçoit l'ordre du Mérite pour la Patrie, première classe, la plus haute distinction civile de la fédération de Russie,.
Moïsseïev est décédé le 2 novembre 2007 dans un hôpital de Moscou. Depuis trois jours, rapporte l'agence de presse russe Tass, il était inconscient. Il est inhumé au cimetière de Novodevitchi.

## Tournées à l'étranger
À partir de 1945, les ballets Moïsseïev deviennent, avec le théâtre Bolchoï et le théâtre des marionnettes Obraztsov, un instrument clé de la diplomatie culturelle soviétique. Tous les étrangers ayant visité l'URSS après 1945 dans le cadre de voyages organisés semblent avoir systématiquement assisté aux représentations des ballets Moïsseïev. Dans le sens inverse, les ballets voyagent beaucoup à l'extérieur de l'Union soviétique : entre 1946 et 1954, ils se rendent en Mongolie, en Tchécoslovaquie, en Hongrie, en Roumanie, en Yougoslavie, en Pologne et en RDA (à deux reprises). Mis à part la Pologne, l'accueil est toujours triomphal, la troupe est reçue par les chefs d'État. En 1954, ils se produisent jusqu'en Chine, accompagnés à cette occasion des plus hauts fonctionnaires du Parti comme Khrouchtchev, Fourtseva, Boulganine, et d'autres. Ainsi, durant la première décennie de l'après-guerre, les ballets Moïsseïev sont bien connus dans le bloc socialiste et font office de catalyseur des relations diplomatiques.
En 1955, les ballets Moïsseïev sont invités en France pour un premier événement culturel franco-soviétique de grande envergure depuis les années 1930. Les préparatifs de cette tournée sont longs et complexes, mais grâce aux efforts conjoints des producteurs français et du service culturel du ministère des affairées étrangères français, la tournée a lieu en octobre au théâtre de Chaillot. Cette tournée remporte un succès considérable, les spectacles à Chaillot réunissent les milieux culturels, intellectuels et politiques français de tous les horizons.
Après son triomphe parisien, la compagnie de Moïsseïev ouvre une nouvelle page de sa carrière internationale. Dans les années qui vont suivre, la troupe élargit le périmètre géographique de ses représentations, avec des voyages au Royaume-Uni, en Égypte et aux États-Unis. Toutefois, il existe une différence fondamentale entre la tournée française et celles qui l'ont suivie. Les ballets Moïsseïev ont été invités aux États-Unis après la signature des Accords pour les échanges culturels entre diplomates américains et soviétiques - le célèbre Lacy-Zarubin Agreement de 1958. L'organisation des spectacles se déroulait dans un cadre institutionnel défini au préalable. À l'inverse, dans l'Hexagone, c'est l'organisation de la tournée Moïsseïev qui a « préparé le terrain » aux accords de coopération. Par ailleurs, à la suite de la conclusion de ces accords en 1956, la France devint le premier État du bloc occidental à institutionnaliser ses relations culturelles avec la Russie soviétique.

## Répertoire du théâtre Bolchoï
- Le Corsaire, sur la musique d'Adolphe Adam, chorégraphie de Marius Petipa, livret d'Alexandre Gorski, un esclave
- Le Petit Cheval bossu, sur la musique de Cesare Pugni, chorégraphie de Marius Petipa, livret d'Alexandre Gorski
- Teolinda de Franz Schubert, maître de ballet Kassiane Goleïzovski, Raoul
- Youssef le Beau de Sergueï Vassilenko, maître de ballet Kassiane Goleïzovski, Youssef
- Le Footballer de Viktor Oranski, chorégraphie propre, le footballer

### Premiers rôles
- 1932 : Salammbô d'Andreï Arends, chorégraphie propre : Mâtho
- 1933 : Dionysos d'Aleksandr Chenchine, Les Sylphides, La Taverne, maître de ballet Kassiane Goleïzovski : soliste
- 1935 : Le Ruisseau limpide, musique de Dmitri Chostakovitch, maître de ballet Fedor Lopoukhov : Ouzbek

## Spectacles du théâtre Bolchoï
Ballets
- 1930 : Le Footballer de Viktor Oranski (en collaboration avec Lev Lachtchiline)
- 1932 : Salammbô d'Andreï Arends (musiques additionnelles d'Alexandre Glazounov, Vassili Nebolsine, Aleksandr Tsfasmane)
- 1935 : Trois Gros de Viktor Oranski
- 1958 : Spartacus d'Aram Khatchatourian

Danses pour l'opéra
- 1930 : Zagmouk d'Alexandre Krein
- 1930 : Turandot de Giacomo Puccini
- 1932 : Le Démon d'Anton Rubinstein
- 1933 : L'Amour des trois oranges de Sergueï Prokofiev
- 1936 : Carmen de Georges Bizet